# هاوائيون أصليون
الهاوائيون الأصليون (بالهاوائية: ōiwi kānaka maoli) هم مجموعة عرقية بولينيزية من الناس، وهم السكان الأصليون لجزر هاواي التابعة اليوم للولايات الولايات المتحدة الأمريكية، وبلغ عددهم حسب إحصاء 2010: 527 ألف نسمة ممن يعتبرون أنفسهم هاوائيين أصليين. وبلغ عدد الهاوائيين المميزين من شكلهم 164 ألفا، يعيش ثلثاهم في ولاية هاواي، والباقي يتوزعون على ولايات كاليفورنيا ونيفادا وواشنطن. الهاوائيون هم كانوا مؤسسي مملكة هاواي، ويتقن الهاوائيون التكلم باللغة الهاوائية و باللغة الإنجليزية.